# Patryki
Patryki (deutsch Patricken) ist ein Dorf sowie Sołectwo in der Gmina Purda (Landgemeinde Groß Purden). Es liegt im Powiat Olsztyński (Kreis Allenstein) in der Woiwodschaft Ermland-Masuren im Nordosten Polens.

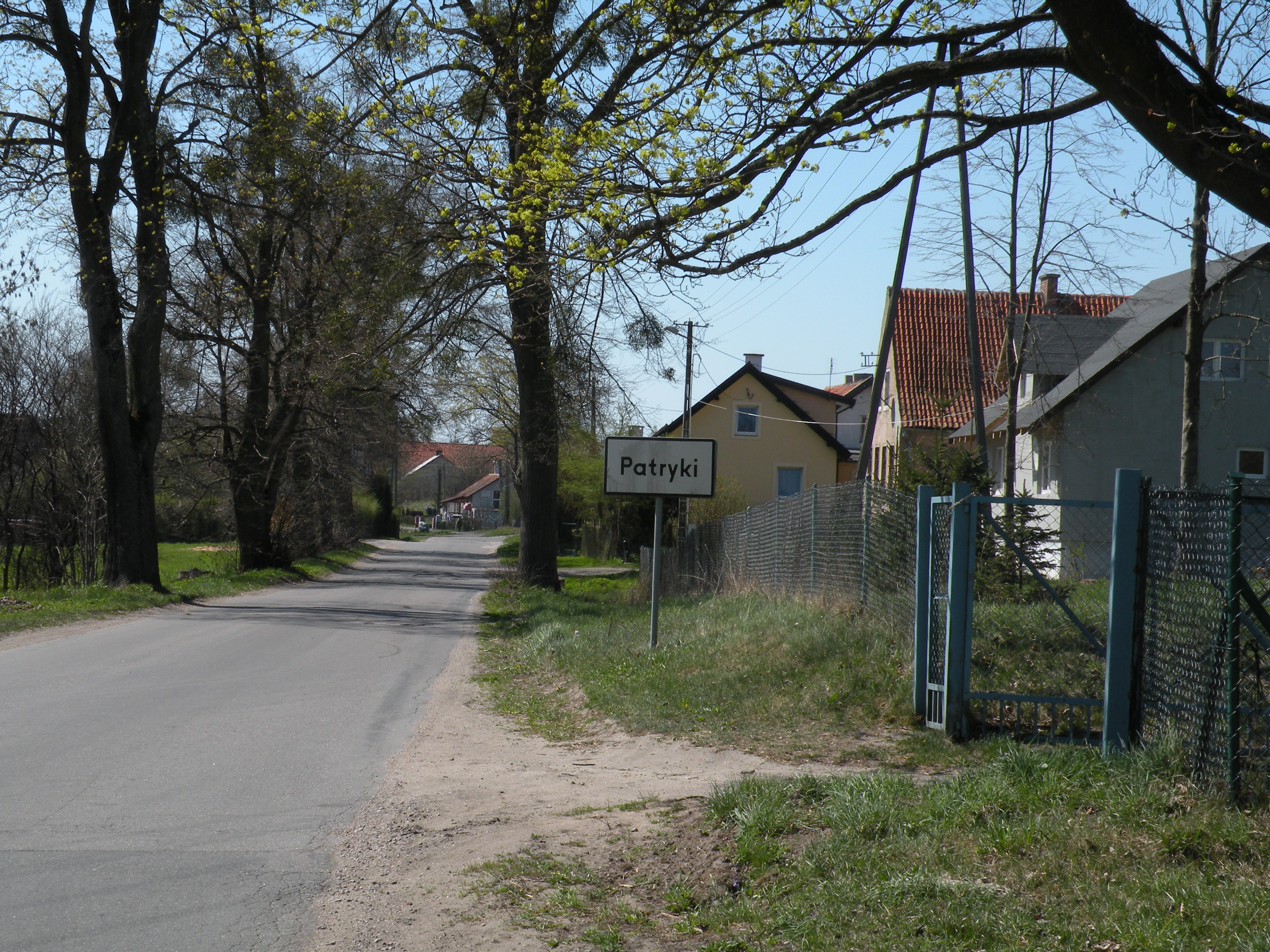
Ortseinfahrt Patryki

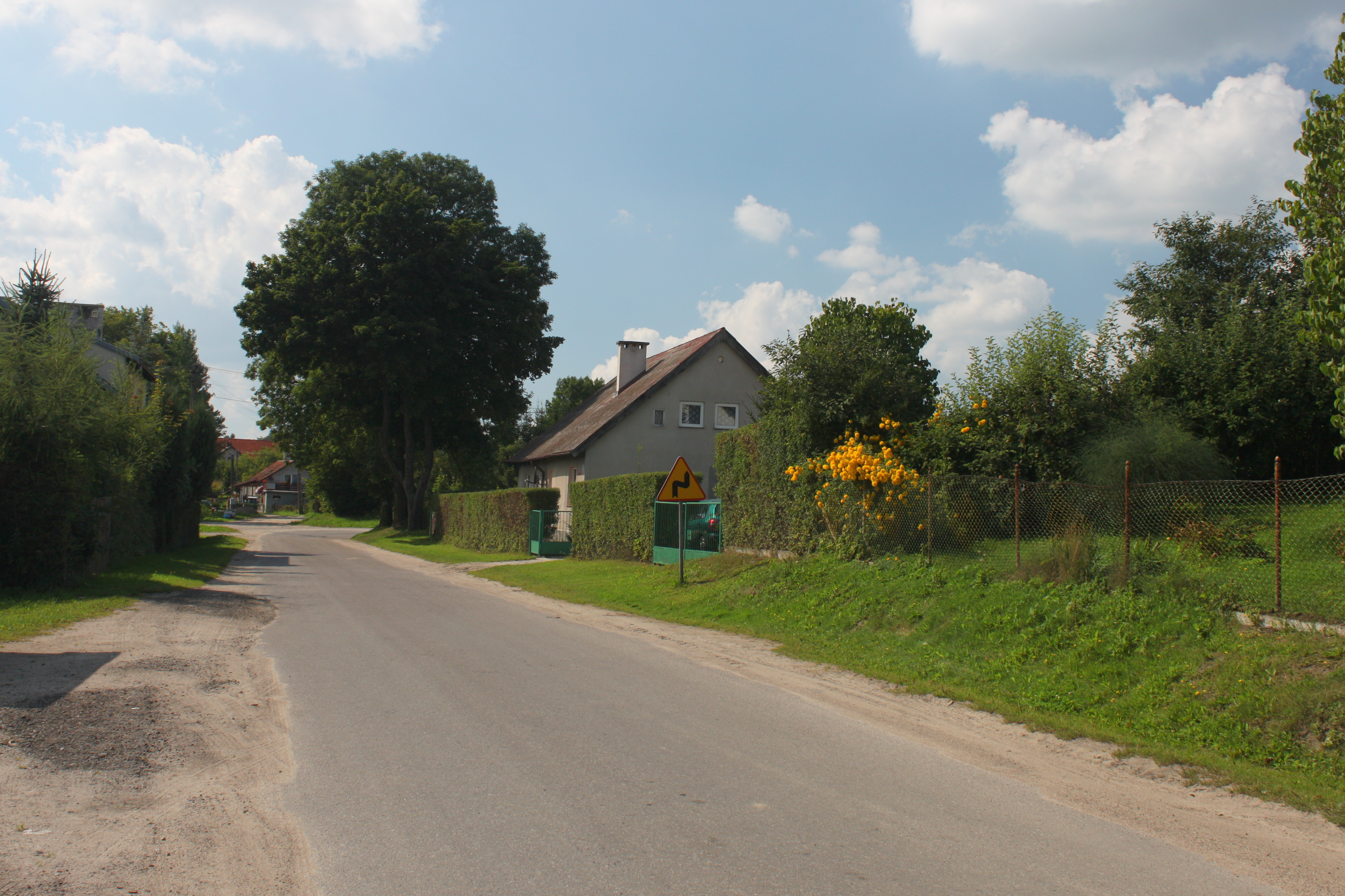
Dorfstraße in Patryki

## Geographie

### Geographische Lage
Patryki liegt im Westen der Masurischen Seenplatte, die zum Baltischen Höhenrücken gehört. Charakteristisch für die Gegend sind zahlreiche Seen, Flüsse sowie Nadel- und Mischwälder. Die Entfernung nach Barczewo (Wartenburg) beträgt 8, nach Olsztyn (Allenstein) 13 und nach Purda (Groß Purden) 8 Kilometer.

### Geologie
Die Landschaft ist durch den Eisschild gestaltet worden und ist eine postglaziale, hügelige, bewaldete Grundmoräne mit vielen Rinnen-, Binnenseen und Flüssen.

## Geschichte

### Ortsgeschichte
Ursprünglich war hier der südliche Gau Barten der Prußen. Seit 1243 war das Bistum Ermland ein Teil des Deutschordenslandes. Im Jahr 1350 verlieh hier das Domkapitel des Bistums Ermland dem Prußen Petriko ein Dienstgut mit zehn Hufen, wovon sich der frühe Name Peterken ableitet.
Nach dem Zweiten Frieden von Thorn im Jahr 1466 wurde Ermland als autonomes Fürstbistum Ermland der Krone Polens unterordnet. Mit der ersten Teilung Polens im Jahr 1772 wurde Ermland ein Teil des Königreichs Preußen und später der Provinz Ostpreußen.
Patricken gehörte von 1818 bis 1945 dem Landkreis Allenstein an. Im Mai 1874 ist der Amtsbezirk Kleeberg mit der Landgemeinde Patricken und dem Gutsbezirk Neu Patricken gebildet worden. Der Gutsherr auf Neu Patricken war bis 1923 Gotthard von Pentz (1887–1923). Anschließend wurde Ulrich von Pentz Besitzer des Ritterguts mit einer Fläche von 250 Hektar.
Aufgrund der Bestimmungen des Versailler Vertrags stimmte die Bevölkerung im Abstimmungsgebiet Allenstein, zu dem Patricken gehörte, am 11. Juli 1920 über die weitere staatliche Zugehörigkeit zu Ostpreußen (und damit zu Deutschland) oder den Anschluss an Polen ab. In Patricken stimmten 220 Einwohner für den Verbleib bei Ostpreußen, auf Polen entfielen 40 Stimmen.
Am 30. September 1928 wurde der Gutsbezirk Neu Patricken in die Landgemeinde Patricken eingegliedert.
Die größten Bauernhöfe in den Jahren 1930–1933 waren:
- Gebrüder Bandt, 60 ha
- Joachim Bienkowski, 58 ha
- Joachim Grunberg, Gemeindevorsteher, 24 ha
- Josef Jatzkowski, 82 ha
- Theodor Rohloff, 53 ha
- Anton Schulz, 88 ha
- Johanna Wagner, 72 ha
- Ulrich von Pentz, Rittergut Neu Patricken, 250 ha

Ein Großfeuer zerstörte am 3. Mai 1940 das halbe Dorf. Nach dem 20. Januar 1945 wurde Patricken von der Roten Armee eingenommen und sowjetischer Kommandantur unterstellt. Nach Kriegsende kam das Dorf zur Volksrepublik Polen und heißt seither Patryki. Es ist Teil der Landgemeinde Purda (Groß Purden) im Powiat Olsztyński (Kreis Allenstein), von 1975 bis 1998 der Woiwodschaft Olsztyn, seither der Woiwodschaft Ermland-Masuren zugehörig. Im Jahre 2011 zählte Patryki 339 Einwohner.

### Einwohnerentwicklung
- 1836: 255
- 1905: 408
- 1928: 435
- 1935: 503
- 1939: 426
- 2010: 346[7]
- 2011: 339

## Kirche
Bis 1945 war Patricken in die evangelische Kirche Allenstein in der Kirchenprovinz Ostpreußen der Kirche der Altpreußischen Union, außerdem in die römisch-katholische Kirche Groß Kleeberg (polnisch Klebark Wielki) im damaligen Bistum Ermland eingepfarrt. Der jeweilige Bezug zu beiden Kirchen besteht auch heute noch: zur jetzt nach Christus, dem Erlöser benannten Kirche in Olsztyn in der Diözese Masuren der Evangelisch-Augsburgischen Kirche in Polen sowie zur römisch-katholischen Kirche in Klebark Wielki im jetzigen Erzbistum Ermland.

## Verkehr

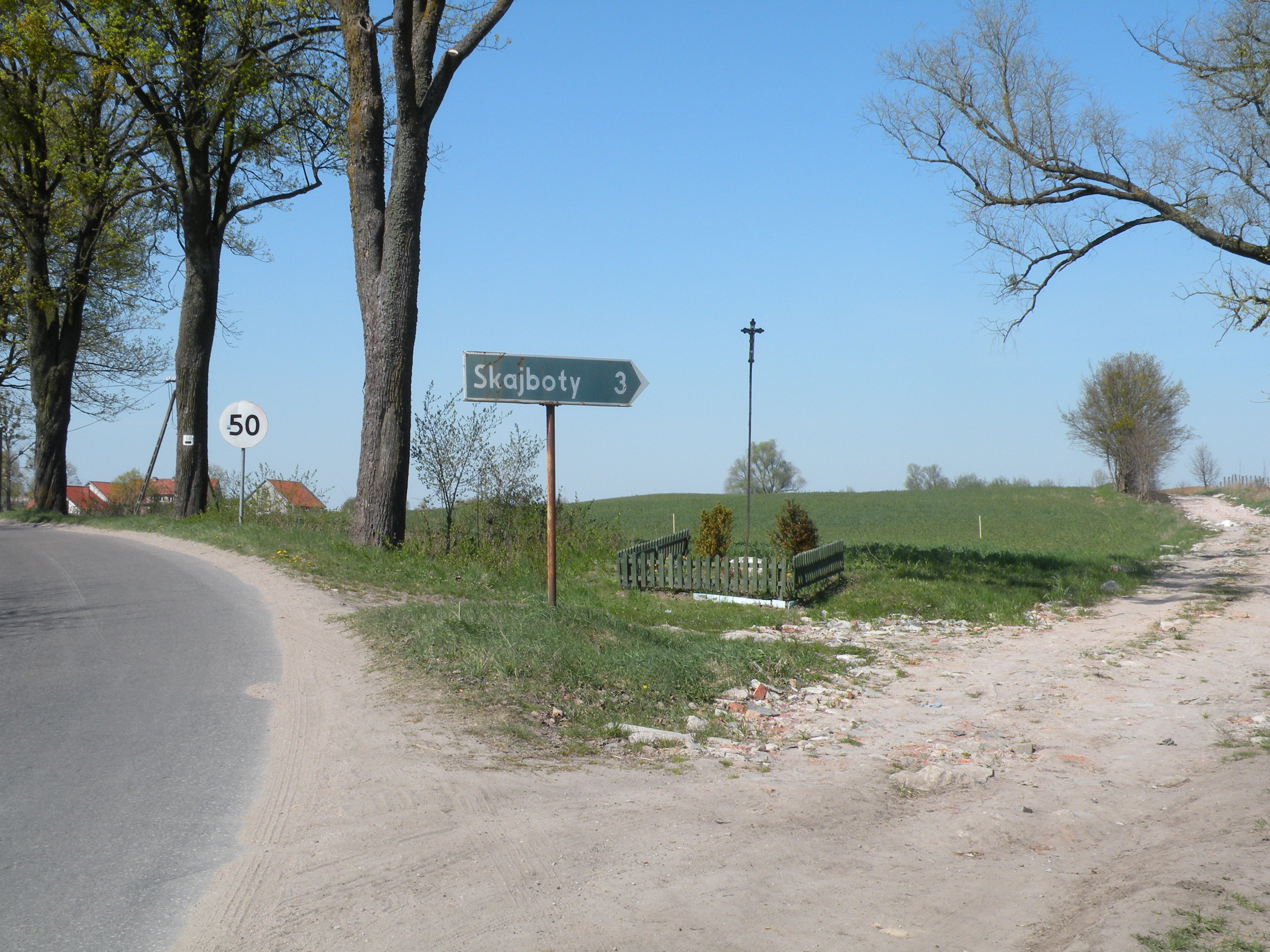
Abzweig der Landwegverbindung nach Skajbojty

Patryki liegt an einer Nebenstraße, die von Olsztyn über Klebark Wielki bis nach Podlazy (Podlassen, 1938 bis 1945 Klausenhof) führt. Innerorts zweigt eine Landwegverbindung nach Skajboty (Skaibotten) ab.
Eine Anbindung an den Bahnverkehr besteht nicht.

## Persönlichkeiten

### Aus dem Ort gebürtig
- Ulrich Schrade (1943–2009), polnischer Philosoph und Hochschullehrer